# Mesapios
Los mesapios (en griego antiguo: Μεσσάπιοι, romanizado: Messápioi, en latín: Messapii) eran los habitantes de la parte meridional de Yapigia (Apulia), distintos de los peucetios (región de Bari) y de los daunios (Foggia), también llamados salentinos. Sus territorios fueron llamados Mesapia hasta la conquista por parte de Roma alrededor de 273 a. C  Los mesapios eran una tribu que habitaba Salento en la antigüedad clásica. Otras dos tribus yapigios, los peucetios y los daunios, habitaban el centro y el norte de Apulia, respectivamente. Las tres tribus hablaban mesapio, pero en el siglo VII a. C., ya habían desarrollado culturas arqueológicas distintas. Mesapia, que se extendía desde Leuca, en el sureste, hasta Kailia y Egnacia, en el noroeste, cubría la mayor parte de la península de Salento. y En la actualidad, esta región comprende la Provincia de Lecce y partes de las provincias de Brindisi y Tarento.

## Nombre
Los nombres messapii y Mesapia suelen interpretarse como "(‘el lugar’) Entre aguas", Mess- del protoindoeuropeo *medhyo-, ‘medio’ (cf. albanés mes-, "medio"). albanés mes-, ‘medio’" (cf. griego antiguo μέσος méssos ‘medio’), y -apia del protoindoeuropeo *ap-, "‘agua’" (cf. otro topónimo, Salapia, ‘agua salada’). Como escribe Estrabón, este es el nombre (exónimo) que los griegos tarentinos utilizaban para referirse colectivamente a las comunidades yapigias que se denominaban a sí mismas Calabri y Salentini (endónimos) y a su tierra como Iapygia. El exónimo Mesapia en Italia corresponde a otros topónimos de zonas de la antigua Grecia (por ejemplo, Mesapio).
A partir del siglo III a. C., los escritores griegos y romanos distinguieron de forma diferente a la población indígena de la península de Salento. Según Estrabón, los nombres yapigios, daunios, peucetios y mesapios eran exclusivamente griegos y no eran utilizados por los nativos, que dividían el Salento en dos partes. La parte meridional y Jónico de la península era el territorio de los salentinoi' (en griego: Σαλεντῖνοιen latín: Sallentini), que abarcaba desde Otranto hasta Leuca y desde Leuca hasta Manduria. La parte norte en el Adriático pertenecía a los Kalabroi' (en griego: Καλαβρούς; en latín: Calabri) y se extendía desde Otranto hasta Egnatia con su interior.
Tucídides refiere, en el marco de la expedición a Sicilia, que los estrategos atenienses Demóstenes y Eurimedonte, que mandaban los refuerzos proporcionados por Corcira y otros pueblos de la Grecia continental, reclutaron unos 150 lanzadores de jabalina yápiges de la tribu de los mesapios, proporcionados por el rey mesapio Arta, con el que renovaron un pacto de amistad (413 a. C.)

## Idioma
El idioma mesapio aparece en un corpus de cerca de 260 inscripciones, remontándose la más antigua circa el año 600  a. C. La conexión con el ilirio reside esencialmente en la onomástica, dado que el ilirio no ha dejado restos escritos.
Este es un ejemplo de texto mesapio: klohizisthotoriamartapidovasteibasta veinanaranindarantoavasti.

## Historia

### Orígenes

Colonización iliria de Italia, según algunos historiadores modernos.

El asentamiento preitálico de Egnacia fue fundado en el siglo XV a. C., durante la Edad del Bronce. Fue capturada y colonizada por los yapigios, que ocupaban grandes extensiones de territorio en Apulia. Los mesapios desarrollaron una identidad distinta de la de los yapigios. [Rudiae]] se asentó por primera vez a finales del siglo IX o principios del siglo VIII a. C. A finales del siglo VI a. C.., se convirtió en un asentamiento mucho más importante. Floreció bajo los mesapios pero tras su derrota por Roma disminuyó y se convirtió en una pequeña aldea. La cercana Lupiae (Lecce) floreció a su costa. Los mesapios no tenían una forma de gobierno centralizada. Sus ciudades eran ciudades-estado independientes. Mantenían relaciones comerciales con las ciudades griegas de la Magna Grecia.
El origen de los mesapios es objeto de debate. La teoría más acreditada es que procedían de Iliria como una de las tribus ilirias que se asentaron en Apulia y que surgieron como una subtribu distinta del resto de los yapigios. Parece que los yapigios se extendieron hacia el norte desde Salento.
Virgilio y Heródoto les atribuyen origen cretense griego. Al respecto, Heródoto informa que en época mítica, los cretenses que se extraviaron de la flota del rey Minos se trasladaron a Sicania (Sicilia), y que tras el infructuoso asedio de la ciudad de Cámico, en la travesía de regreso, una tempestad destrozó sus naves y les arrojó a la altura de Yapigia. Allí fundaron la ciudad de Hiria. Se denominaron a partir de entonces mesapios yápiges. No obstante, algunos historiadores los clasifican entre los pueblos ilirios, llegados a través del canal de Otranto hacia mediados del año 1000 a. C.. 
Estrabón dice lo siguiente: «A la región de Yapigia, los griegos le dan el nombre de Mesapia, en tanto que  los indígenas hablan, por partes, del territorio de los salentinos, del de la región del cabo de Yapigia y del de Calabria».

### Conflicto con Taras
En el año 473 a. C., la ciudad griega de Taras (que se encontraba en la frontera con Mesapia) y su aliada, Regio, intentaron apoderarse de algunas de las ciudades de los mesapios y peucetios. Sin embargo, las tribus yapigias los derrotaron gracias a la superioridad de su caballería. La guerra contra Tarento continuó hasta el 467 a. C..
Durante la segunda guerra del Peloponeso entre Atenas y Esparta, los mesapios fueron aliados de Atenas. Proporcionaron arqueros a la mayor fuerza expedicionaria de Atenas enviada para atacar Siracusa en Sicilia (415-413 a. C.). La expedición fue un desastre y toda la fuerza fue destruida.
En 356 a. C., una alianza entre mesapios y lucanos condujo a la conquista de Heraclea y Metaponto. En 342 a. C., Tarento solicitó la ayuda de Arquidamo III de Esparta. Arquídamo murió en combate bajo las murallas de la ciudad mesapia de Manduria en el 338 a. C..
En 333 a. C., Tarento llamó a Alejandro I de Epiro para que les ayudara en su guerra contra los lucanos. Alejandro derrotó a los mesapios. Murió en una batalla contra los lucanos en el año 330 a. C..
Tras la campaña de Alejandro I, los mesapios cambiaron de bando. Se aliaron con Tarento y Cleónimo, que emprendió una campaña en la región en 303-302 a. C., para ayudar a Tarento contra, de nuevo, los lucanos.

### Conquista por la República romana

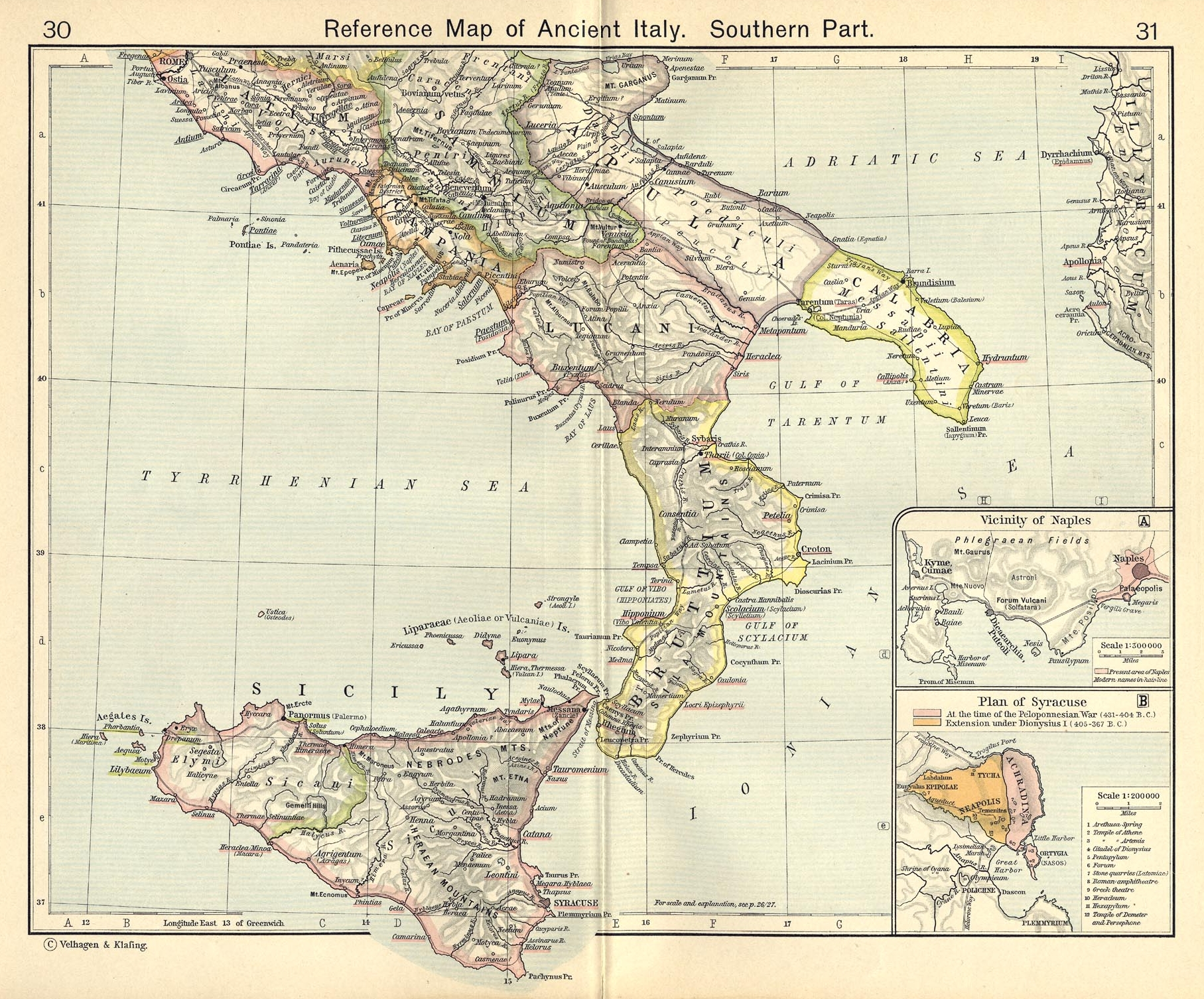
Mapa de la antigua Italia, parte meridional por William R. Shepherd, 1911.

Durante la segunda guerra samnita (327-304 a. C.) entre la Roma y los samnitas, los mesapios, yápiges y peucetios se pusieron del lado de los samnitas. Algunas de las ciudades del Dauni se aliaron con Roma y otras con los samnitas. La ciudad de Canusium se pasó a los romanos en el 318 a .C. Silvium, una ciudad fronteriza peucetia, estaba bajo control samnita, pero fue capturada por Roma en el 306 a. C..
Durante las guerras pírricas (280-275 a. C.), los mesapios se pusieron del lado de Tarento y de Pirro de Epiro, rey del antiguo Epiro. quien desembarcó en Tarento, supuestamente para ayudar a esta ciudad en su conflicto con los romanos. Según los historiadores antiguos, su objetivo era conquistar Italia. Pirro libró batallas contra los romanos y una campaña en Sicilia. Tuvo que renunciar a esta última, fue derrotado por los romanos y abandonó Italia. Los mesapios fueron mencionados por Dionisio de Halicarnaso como combatientes de Pirro en la batalla de Ásculo.
En 272 a. C., los romanos capturaron Tarento. En el 267 a. C., Roma conquistó Mesapia y Bríndisi. ciudad que se convirtió en el puerto de Roma para la navegación hacia el Mediterráneo oriental. A partir de entonces, los mesapios apenas se mencionan en la historia. Se romanizaron.

## Lenguaje y escritura
El idioma mesapio suele considerarse similar al idioma ilirio, aunque se ha debatido que se trata de una agrupación especulativa, ya que las lenguas ilirias están poco documentadas. Dialectos albaneses siguen siendo un grupo relacionable con el mesapio, debido a los topónimos de Apulia, algunos de los cuales no tienen formas etimológicas fuera de las fuentes lingüísticas albanesas. Sin embargo, el mesapio debe considerarse una lengua indoeuropea independiente.
El idioma se extinguió tras la conquista de la región por la República romana, que comenzó a finales del siglo IV a. C.. Se ha conservado en unas 300 inscripciones escritas en alfabeto griego y datadas entre el siglo VI y el siglo I a. C..

## Geografía
Mesapia estaba relativamente urbanizada y más densamente poblada en comparación con el resto de Yapigia. Poseía entre 26 y 28 asentamientos amurallados, mientras que el resto de I tenía entre 30 y 35 asentamientos amurallados más dispersos. Antes de la conquista romana, la población de Mesapia se estimaba entre 120 000 y 145 000 habitantes.
Entre las principales ciudades mesapias figuraban:
- Alytia (Alezio)
- Brundisium/Brentesion (Brindisi)
- Cavallino
- Hodrum/Idruntum (Otranto)
- Hyria/Orria (Oria)
- Kaìlia (Ceglie Messapica)
- Manduria
- Mesania (Mesagne)
- Neriton (Nardò)
- Rudiae (outside Lecce)
- Mios/Myron (Muro Leccese)
- Thuria Sallentina (Roca Vecchia)
- Uzentum (Ugento)

Se han descubierto otros asentamientos mesapios cerca de Francavilla Fontana, San Vito dei Normanni y en Vaste (Poggiardo).
| #  | Settlement | Information | Coordenadas geográficas                               | Ref.   |
| -- | ---------- | ----------- | ----------------------------------------------------- | ------ |
| 1  | Ceglie     |             | 40°39′00″N 17°30′00″E / 40.65000, 17.50000            | [ 32 ] |
| 2  | Egnacia    |             | 40°53′16″N 17°23′28″E / 40.88778, 17.39111            | [ 32 ] |
| 3  | Rudiae     |             | 40°20′2.4″N 18°8′49.2″E / 40.334000, 18.147000        | [ 32 ] |
| 4  | Salapia    |             | 40°53′16″N 17°23′28″E / 40.88778, 17.39111            | [ 32 ] |
| 5  | Valetium   |             | 40°20′2.4″N 18°8′49.2″E / 40.334000, 18.147000        | [ 32 ] |
| 6  | Canosa     |             | 41°13′00″N 16°04′00″E / 41.21667, 16.06667            | [ 32 ] |
| 7  | Rutigliano |             | 40°56′00″N 16°54′00″E / 40.93333, 16.90000            | [ 32 ] |
| 8  | Oria       |             | 40°30′00″N 17°38′00″E / 40.50000, 17.63333            | [ 32 ] |
| 9  | Manduria   |             | 40°24′00″N 17°38′00″E / 40.40000, 17.63333            | [ 32 ] |
| 10 | Lecce      |             | 40°21′00″N 18°10′00″E / 40.35000, 18.16667            | [ 32 ] |
| 11 | Alezio     |             | 40°04′00″N 18°03′00″E / 40.06667, 18.05000            | [ 32 ] |
| 12 | Ugento     |             | 39°55′38″N 18°09′41″E / 39.92722, 18.16139            | [ 32 ] |
| 13 | Vaste      |             | 40°03′1.58″N 18°23′23.823″E / 40.0504389, 18.38995083 | [ 32 ] |